# Giovanni Battista Pescetti
Giovanni Battista Pescetti (1704? Benátky – 2. března 1766 tamtéž) byl italský varhaník a hudební skladatel.

## Život
Narodil se v Benátkách okolo roku 1704. Studoval na konzervatoři Ospedale degli Incurabili, kde byl jeho učitele Antonio Lotti. V roce 1725 měla v benátském divadle San Salvatore premiéru jeho první opera Nerone detronato. Poté v krátkém sledu zkomponoval několik dalších oper uváděných v Benátkách a okolí. Často spolupracoval se svým přítelem Baldassarem Galuppim.
V roce 1736 odešel do Londýna jako cembalista a záhy vystřídal Nicolu Porpora ve funkci ředitele operní společnosti „Opera of the Nobility“, která měla konkurovat obdobné operní společnosti G. F. Händela. Kromě několika oper komponoval v Londýně i samostatné árie pro pasticcia, která byla v té době velmi oblíbená.
Italská opera přestala být v Londýně populární. Hudební scénu zcela ovládl Georg Friedrich Händel. V roce 1745 se proto Pescetti vrátil do Benátek a stal se druhým varhaníkem v Bazilice svatého Marka. Proslul rovněž jako učitel kompozice. Mezi jeho žáky byli např. Josef Mysliveček (1737-1781) a Antonio Salieri (1750-1825). Kromě oper Pescetti komponoval zejména skladby pro cembalo a pro varhany. Zemřel v Benátkách 2. března 1766.

## Dílo

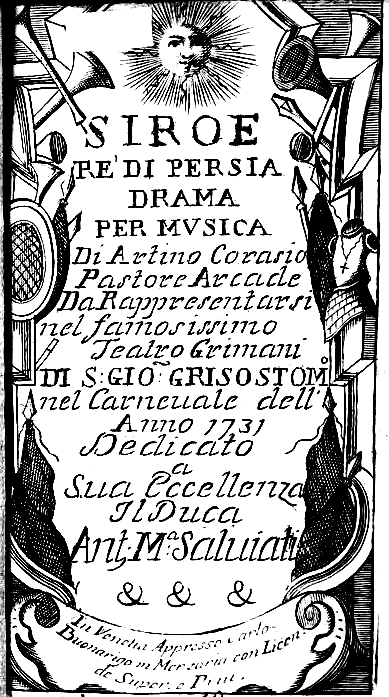
Titulní strana libreta k opeře Siroe, re di Persia

### Opery
- Nerone detronato, dramma per musica (libreto Graziano Pimbaloni, 1725, Benátky, Teatro San Salvatore)
- Introduzione alle recite della truppa de comici, dramma per musica (1726 Benátky, Teatro San Samuele)
- Il prototipodramma per musica (libreto Domenico Lalli, 1726, Benátky, Teatro San Samuele)
- La cantatrice, dramma per musica (libreto Domenico Lalli, 1727 Benátky, Teatro San Samuele)
- Gli odii delusi dal sangue, dramma per musica (libreto Antonio Maria Lucchini, pouze 2. jednání, 1. a 3. zkomponoval Galuppi, 1728, Benátky, Teatro San Angelo)
- Dorinda, pastorale (libreto Domenico Lalli, 1729, Benátky, Teatro San Samuele, spolupráce Baldassare Galuppi)
- I tre difensori della patria, dramma per musica (libreto Adriano Morselli, 1729, Benátky, Teatro San Angelo)
- Costantino Pio, festa teatrale (libreto Pietro Ottoboni , 1730, Řím, palác kardinála Ottoboniho)
- Siroe re di Persia dramma per musica (libreto Pietro Metastasio, přepracování opery Leonarda Vinciho, 1731, Benátky; spolupráce Baldassare Galuppi)
- Alessandro nelle Indie dramma per musica (libreto Pietro Metastasio, 1732, Benátky, Teatro San Angelo)
- Demetrio dramma per musica (libreto Pietro Metastasio, 1732, Florencie, Teatro della Pergola)
- La conquista del velo d'oro, dramma per musica (libreto A. M. Cori, 1738 Londýn, Her Majesty’s Theatre)
- L'asilo d'amore, intermezzo (libreto Pietro Metastasio, 1738, Londýn, King's Theatre, Haymarket))
- Diana e Endimione (serenata, libreto Pietro Metastasio, 1739, Londýn, New Theatre, Haymarket)
- Olimpia in Ebuda, dramma per musica (libreto Paolo Antonio Rolli, 1740, Londýn, New Theatre, Haymarket) (pasticcio?)
- Busiri, ovvero Il trionfo d'amore, dramma per musica (libreto Paolo Antonio Rolli, 1740, Londýn, New Theatre, Haymarket)
- Ezio (libreto Pietro Metastasio, 1747, Benátky, Teatro San Giovanni Grisostomo)
- Arminio (libreto Antonio Salvi, 1748 Florencie, Teatro della Pergola)
- Farnace (libreto Antonio Maria Lucchini, 1749, Florencie, Teatro della Pergola)
- Fra i due litiganti il terzo gode, opera buffa (libreto Giovanni Battista Lorenzi, 1749, Benátky, Teatro San Cassiano)
- Arianna e Teseo (libreto Pietro Pariati, 1750, Florencie, Teatro della Pergola)
- Il Farnaspe (libreto Pietro Metastasio, 1750, Reggio Emilia, Teatro Nuovo)
- Artaserse (libreto Pietro Metastasio, 1751, Milán, Teatro Regio Ducale)
- Tamerlano (libreto Agostino Piovene, 1754, Benátky, S. Samuele, spolupráce Gioacchino Cocchi)
- Solimano (libreto Giovanni Ambrogio Migliavacca, 1756, Reggio Emilia)
- Zenobia (libreto Pietro Metastasio, 1761, Padova, Teatro Nuovo)
- Andimione

### Pasticcia
- Sabrina (libreto Paolo Antonio Rolli, 1737 Londýn, Her Majesty's Theatre)
- Arsaces (libreto Antonio Salvi a Paolo Antonio Rolli, 1737 Londýn, Her Majesty's Theatre)
- Angelica e Medoro (libreto Carlo Vedova, 1739 Londýn, Her Majesty's Theatre)
- Merode e Olympia overo La maggior prova dell'amiciza (libreto Paolo Antonio Rolli, 1740 Londýn, Her Majesty's Theatre)
- Alessandro in Persia, melodrama boschereccio (libreto Francesco Vanneschi, 1741 Londýn, Her Majesty's Theatre)
- Aristodemo, tiranno di Cuma, melodrama (libreto Paolo Rolli, 1744 Londýn, Her Majesty's Theatre)
- Ezio (1764, Londýn)
- Lionel and Clarissa

### Jiná díla
- Narciso al fonte (kantáta, 1731 Benátky)
- Gionata (oratorium, 1769, Padova)
- 9 sonát pro cembalo (1739, Londýn)
- 4 skladby pro varhany
- 2 Sonate per clavicembalo
- drobné chrámové skladby
- instruktivní skladby pro klávesové nástroje